# Окрогло (Камник)
Окрогло (словен. Okroglo) — поселення в общині Камник, Осреднєсловенський регіон, Словенія. Висота над рівнем моря: 644,7 м.